# Plopu, Dâmbovița
Plopu este un sat ce aparține orașului Titu din județul Dâmbovița, Muntenia, România.
 Acest articol despre o localitate din județul Dâmbovița este deocamdată un ciot. Puteți ajuta Wikipedia prin completarea lui.